# Lin Liang

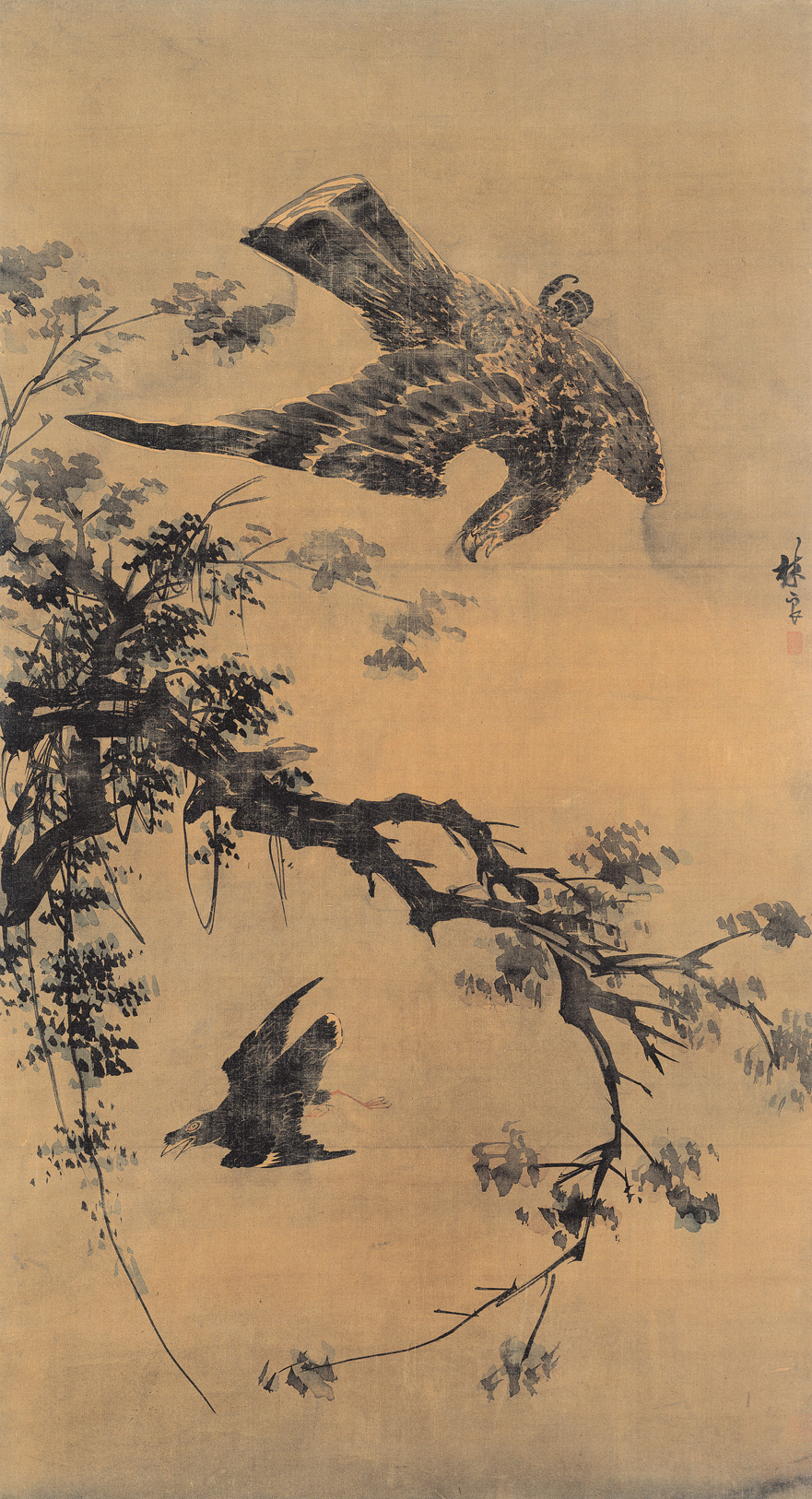
“Âguiles a la tardor”. Rotlle, tinta sobre seda. (Museu Nacional del Palau a Taipei)

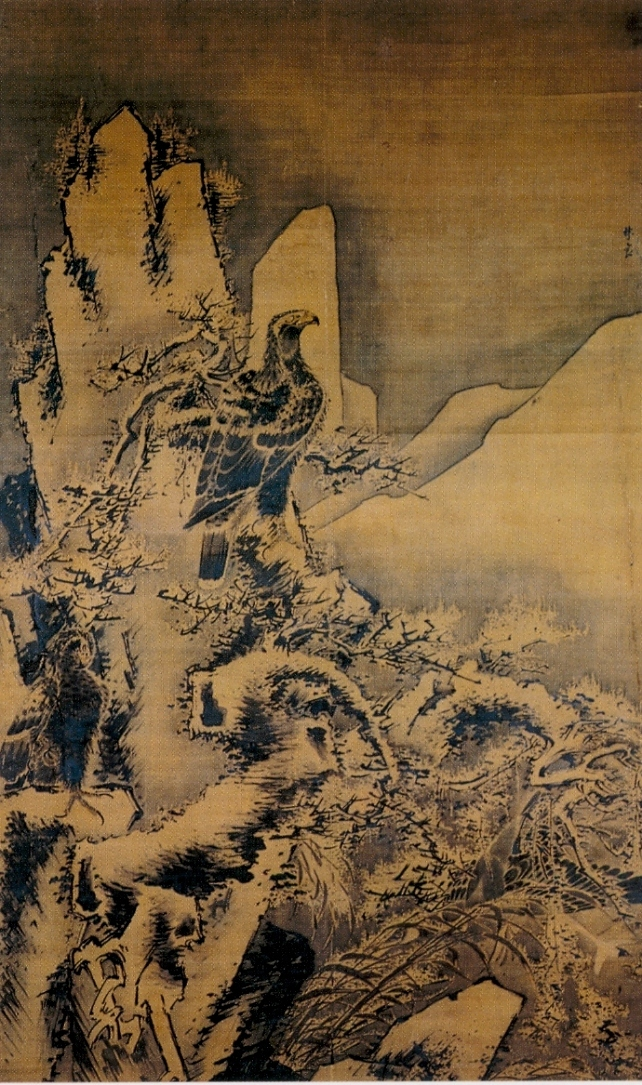
“Àguila i ànec salvatge” (Museu Nacional del Palau, Taipei)

Lin Liang (xinès simplificat:林良; xinès tradiciomal:林良; pinyin: Lín Liáng), conegut també com a Yishan, fou un pintor xinès que va viure sota la dinastia Ming. Era originari de Nanhai, a la província de Guangdong. Va néixer vers el 1416 i va morir el 1500. Va ser un alt càrrec de l'Administració Ming.
Lin fou un pintor de la cort imperial durant el regnat de l'emperador Yinzong, Va destacar pel seu virtuosisme dibuixant la natura. S'inspirà en l'estil predominant en la pintura de la dinastia dels Song del Sud encara que ell pintava sense gaire restriccions. Cèlebre per les seves pintures de flors (fou un dels més coneguts juntament amb Lü Ji), pruneres i fruites, Entre les seves obres destaca “Grues en un pi”. Es troben obres seves en els següents museus: Museu d'Art d'Honolulu (abans conegut com a Honolulu Academy of Arts), Metropolitan Museum of Art de Nova York (Met), Museu d'Art de la Universitat de Princeton, Museu Britànic, Museu Nacional del Palau de Taipei, Nationalmuseum de'Estocolm (Museu Nacional de Belles Arts).